# Muellerina celastroides
Muellerina celastroides là một loài thực vật có hoa trong họ Loranthaceae. Loài này được (Schult. & Schult. f.) Tiegh. mô tả khoa học đầu tiên năm 1895.